# Saamski Parlament Finlandii
Saamski Parlament Finlandii (fin Saamelaiskäräjät, północnosaamski: Sámediggi) - organ reprezentujący Saamską mniejszość etniczną w Finlandii. Parlament składa się z 21 deputowanych. Jego siedzibą jest Inari.

## Historia
Podstawą prawną istnienia parlamentu Saamów jest ustawa z 9 listopada 1973. Początkowo działał pod nazwą Sámi parlameanta. W 1995 r. ustanowiono przyjęto ustawę, na mocy której parlament zmienił nazwę na Sámediggi.

## Zakres działalności
Parlament zbiera się 4 - 5 razy w roku na sesjach zwyczajnych. Parlament wyraża oficjalne stanowisko mniejszości etnicznej w zakresie swego działania. Zajmuje się sprawami związanymi z kulturą i językiem saamskiej mniejszości etnicznej. Decyduje o podziale funduszy przeznaczonych dla tej grupy. Strukturalnie jest odrębną gałęzią Ministerstwa Sprawiedliwości i niezależnym ciałem w świetle prawa publicznego. Parlament pracuje w komisjach: praw mniejszości, edukacji, kulturalnej, społeczno-zdrowotnej, wyborczej i językowej.

## System wyborczy
Parlament składa się z 21 członków i 4 deputowanych wybieranych w wyborach na terenach zamieszkałych przez mniejszość saamską. Każda społeczność z okręgów Enontekiö, Inari, Sodankylä i Utsjoki musi mieć co najmniej 3 osoby w składzie. Zgodnie z ustawą Parlamentu (974/1995, §3), głosować może osoba uważająca siebie za Saama, która
- używa języka saamskiego bądź pochodzi z rodziny, w której jedno z rodziców lub dziadków używa języka saamskiego lub
- jest potomkiem osoby z rejestru Lapp Sami lub
- co najmniej jedno z rodziców było uprawnionych do głosowania w wyborach w 1995 albo do rady saamskiej w 1973.

## Przewodniczący parlamentu
| Przewodniczący        | od         | do         |
| --------------------- | ---------- | ---------- |
| Pekka Aikio           | 1996       | 2008       |
| Klemetti Näkkäläjärvi | 9.02.2008  | 28.03.2015 |
| Tiina Sanila-Aikio    | 28.03.2015 | 28.02.2020 |
| Tuomas Aslak Juuso    | 28.02.2020 |            |